# Carlos Andrés Gallego
Carlos Andrés Gallego (Itaguí, Antioquia, Colombia; 9 de marzo de 1989) es un futbolista colombiano. Juega de defensa y actualmente milita en Leones de la Categoría Primera B.

## Clubes
| Club                 | País                | Año                 | Partidos | Goles |
| -------------------- | ------------------- | ------------------- | -------- | ----- |
| Envigado F. C.       | Colombia            | 2009 - 2010         | 6        | 0     |
| Leones               | Colombia            | 2011 - 2012         | 47       | 2     |
| Atlético Huila       | Colombia            | 2012                | 10       | 0     |
| Leones               | Colombia            | 2013                | 14       | 1     |
| Atlético Bucaramanga | Colombia            | 2013 - 2014         | 44       | 0     |
| Cúcuta Deportivo     | Colombia            | 2016                | 19       | 1     |
| Atlético Veragüense  | Panamá              | 2017 - 2018         | 52       | 4     |
| Leones               | Colombia            | 2018 - 2019         | 12       | 0     |
| Tauro                | Panamá              | 2019 - 2020         | 17       | 0     |
| Leones               | Colombia            | 2020 - Presente     | 54       | 0     |
| Total en la carrera  | Total en la carrera | Total en la carrera | 275      | 8     |

## Palmarés

### Torneo Nacionales
| Título          | Equipo     | País   | Año  |
| --------------- | ---------- | ------ | ---- |
| Torneo Apertura | Tauro F.C. | Panamá | 2019 |